# Annica Svensson

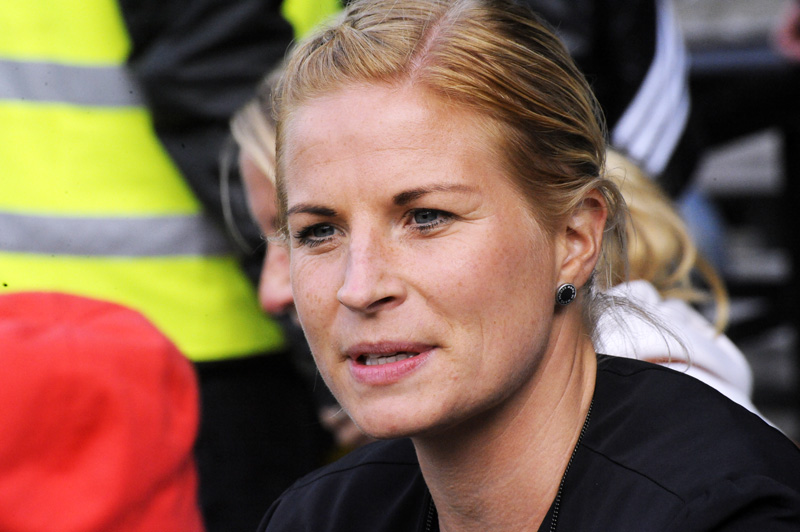
Annica Svensson i maj 2013.

Annica Svensson, född 1983 i Björneborg i Värmland, är en före detta fotbollsspelare som sist spelade i Eskilstuna United DFF. Hon spelade ytterback eller mittback.
Hon kom till Hammarby Damfotboll 2006 och spelade samtliga Hammarbys matcher i Damallsvenskan under sin debutsäsong. Hon spelade även i klubbar som Vittsjö GIK, Tyresö FF, Rävåsen, Djurgården/Älvsjö och QBIK. Annica spelade ett tiotal flicklandskamper.
Annica gjorde under säsongen 2007 sina första två mål i Damallsvenskan. Båda var på straffspark - det första mot LdB FC Malmö och det andra mot Falköping. 
Annica skadade korsbandet under försäsongen 2008 och blev tvungen att operera sitt vänstra knä. Hon gjorde come-back i augusti 2008.
Säsongen 2009 spelade Annica samtliga matcher i Damallsvenskan för Hammarby och gjorde fyra mål - samtliga var nickmål i samband med hörnor. Säsongen 2010 utsågs Annica till lagkapten i Hammarby.
Tisdagen den 29 juni 2010 tog Sveriges förbundskapten Thomas Dennerby för första gången ut Annica Svensson till en A-landslagstrupp. Uttagningen var till ett träningsläger i USA där dubbellandskamper mot USA ingick. Annica debuterade under lägret i A-landslagströjan mot USA i Omaha den 13 juli. Hon spelade 90 minuter som högerback i den matchen som slutade 1-1. Annica blev efter det uttagen till de två efterföljande A-landslagstrupperna gällande Sveriges VM-kval till VM i Tyskland 2011. Hon spelade sin första tävlingsmatch för A-landslaget 25 augusti 2010 mot Wales. 
22 oktober 2010 blev Annica nominerad i kategorin "årets back" till den årliga fotbollsgalan som gick av stapeln i november.
I oktober 2018 avslutade Svensson sin karriär.